# جوسلين الأول كونت الرها
جوسلين الأول (بالفرنسية: Josselin Ier d'Édesse)‏ (توفي 1131) ، حكم على كونتية الرها في الفترة (1119-1131) وخلال ذروتها . حافظ على حدود كبيرة وغير مستقرة من خلال قدراته العسكرية.
وصل إلى بلاد الشام من خلال حملة سنة 1101